# Break the Rules
Break the Rules är ett album av Mad Sin från 1992, utgivet på Maybe Crazy Records.

## Låtlista
1. Intro
2. Deep Black Zone
3. Where Will It Go
4. No More
5. Fight Back
6. Sick World
7. All Hell Breaks Loose
8. Run To Live
9. Dirty Lies
10. Killer
11. No Mercy
12. Born Bad
13. She's The One
14. Time Warp

## Medverkande
1. Köfte - sång
2. F. Stein - gitarr
3. Holly - akustisk och elektrisk bas
4. Pat - trummor